# Memphis polycarmes
Espèce
Prepona polycarmes est une espèce d'insectes lépidoptères (papillons) de la famille des Nymphalidae, de la sous-famille des Charaxinae et du genre Memphis.

## Dénomination
Memphis polycarmes a été décrit par Johan Christian Fabricius en 1775 sous le nom initial de Papilio polycarmes.

### Noms vernaculaires
Memphis polycarmes se nomme Polycarmes Memphis en anglais.

## Description
Memphis polycarmes est un papillon aux ailes antérieures à bord costal bossu, apex anguleux, bord externe presque droit, angle interne en crochet, bord interne concave et aux ailes postérieures munies chacune d'une queue en massue.
Le dessus des ailes du mâle est marron ou violet plus ou moins foncé avec une large suffusion bleu métallisé basale, celui de la femelle est marron avec une basale bleu métallisé et chez lez deux les ailes antérieures et postérieures sont bordées d'une frange orange.
Le revers est ocre jaune brillant et simule une feuille morte.

## Écologie et distribution
Memphis polycarmes est présent au Brésil, au Pérou, au Surinam et en Guyane,,,.

### Protection
Pas de statut de protection particulier.